# Żaba jeziorkowa
Żaba jeziorkowa (Pelophylax lessonae syn. Rana lessonae) – gatunek płaza bezogonowego z rodziny żabowatych (Ranidae), wchodzący wraz z żabą śmieszką i żabą wodną w skład kompleksu żab zielonych. Łączy je hybrydogeneza: żaba wodna stanowi mieszańca dwóch pozostałych, do efektywnego rozrodu wymagając przynajmniej jednej z populacji macierzystych. Jako odrębny gatunek żaba jeziorkowa powstała prawdopodobnie na skutek ostatniego zlodowacenia. Wśród żab zielonych wyróżnia się niewielkimi rozmiarami i preferowaniem mniejszych zbiorników wodnych. Jednak pewne rozpoznanie gatunku wymaga zwykle użycia specjalistycznego klucza, a często jest niemożliwe.
Ubarwiona zielonkawo, z plamami. Samiec przybiera szatę godową, posiada też parzyste worki rezonansowe. Rechocze zwykle w chórze, unosząc się na powierzchni wody. Po ampleksusie samica składa dużą liczbę jaj, od 500 do 3000. Po 3–4 miesiącach kijanki przechodzą przeobrażenie.
Gatunek ma szeroki zasięg występowania, osiąga wysokość do 1550 m n.p.m. Nie najlepiej radzi sobie w siedliskach zmodyfikowanych działalnością człowieka.

## Systematyka
Płaz uchodził w przeszłości za rasę żaby wodnej. Obecnie wiadomo, że stanowi oddzielny gatunek, natomiast żaba wodna jest krzyżówką żaby jeziorkowej i śmieszki. Pomimo tego niektórzy specjaliści nie wliczają jej do Pelophylax esculentus complex, dawniej nazywany Rana esculenta complex (kompleks żab zielonych), gdzie umieszcza się śmieszkę i żabę wodną. Inni naukowcy nie podzielają tego zdania.
Płaza klasyfikowano dawniej w rodzaju Rana. W 1992 Dubois sporządził przegląd nadrodziny Ranoidea. Pomimo trudności między innymi z rodzajem Rana (według późniejszych opracowań Hillisa i Wilcoxa z 2005 miałby on w tej postaci liczyć ponad 250 gatunków) utrzymał go, wprowadzając jednak podział na podrodzaje. Jednym z wprowadzonych przez niego 33 podrodzajów był właśnie Pelophylax, obejmujący "Palaearctic Water Frogs" (żaby wodne Palearktyki). Naukowiec sam przyznawał, że jego klasyfikacja jest tymczasowa, stanowiąc raczej punkt wyjścia do dalszych badań. Frost i współpracownicy zaproponowali w 2006 podniesienie Pelophylax do rangi rodzaju, obejmującego – oprócz żaby jeziorkowej – również żaby śmieszkę i wodną.

## Genetyka
Diploidalna liczba chromosomów u tego gatunku wynosi 2n = 26. Zwraca uwagę łatwo rozpoznawalna 10. para chromosomów. Genom żaby jeziorkowej wchodzi również w skład diploidalnego lub triploidalnego genomu żaby wodnej, przy czym u mieszańców diploidalnych genom pochodzący od żaby jeziorkowej zdaje się wywierać większy wpływ na morfologię hybryd niż genom żaby śmieszki. Zjawisko to obserwuje się również u triploidów (wpływ L w LLR jest większy niż R w RRL). Rozpowszechniona jest opinia, że genomy obu gatunków macierzystych nie ulegają rekombinacji, jednak obserwowano ją już u hybrydowych żab zielonych (wedle części autorów, jak Graaf i Polls-Pelaz, ogranicza się do systemu R-E). Pomimo tego najważniejszych sposobem rozrodu mieszańców pozostaje hemiklonalna hybrydogeneza.
Nie znaleziono w genomie alleli null, o ich obecność podejrzewano tylko jednego osobnika. Może to jednak świadczyć, że występują bardzo rzadko.
Wedle niektórych specjalistów płaz zamieszkuje również południe Włoch. Dwie główne grupy populacji wykazano na północnych stokach Apeninów, jedną na terenie od Sycylii do południowej Kalabrii, kolejną zamieszkującą środkową Kalabrię i resztę Włoch. W Kalabrii obie populacje krzyżują się ze sobą. Jednakże opublikowane w 2008 badania DNA mitochondrialnego ujawniły dwie główne grupy haplotypów. Pierwsza z nich liczy sobie 9 haplotypów i obejmuje tereny w północnych Włoszech, druga natomiast od północnych stoków apenińskich rozpościera się na reszcie kraju, dzieląc się z kolei na podgrupy kontynentalną i związaną z Sycylią. Te ostatnie rozdzieliły się 0,72 ± 0,16 miliona lat temu. Główne grupy haplotypów, co do których tylko w jednym miejscu stwierdzono ich współwystępowanie, istnieją osobno od 1,33 ± 0,22 miliona lat. Czas od ekspansji dla tych trzech grup od północnej do sycylijskiej obliczono na odpowiednio 105 000, 57 000 i 20 000 lat. Część specjalistów zalicza jednak do gatunku P. lessonae tylko populację północną, dwie zamieszkujące tereny leżące bardziej na południe umieszczają oni w pokrewnym gatunku żaba Bergera (Rana bergeri), podczas gdy jeszcze inni (np. Daniele Canestrelli i Giuseppe Nascetti) wyróżniają dwa podgatunki Rana lessonae lassonae i R. lessonae bergeri.

## Ewolucja
Wedle opinii Baranescu z 1983 większość europejskiej wodnej fauny przybyła w miocenie z Azji. Badania DNA kodującego cytochrom b i 16S rRNA wykonane przez Lymberakisa i współpracowników i opublikowane w 2007 upatrują początków specjacji Pelophylax już w miocenie. Wedle ich wyników linia obejmująca gatunki widoczne na drzewie po prawej oddzieliły się od kladu obejmującego gatunki dalekowschodnie około 15 milionów lat temu (środkowy miocen). Około 5 milionów lat później oddzieliła się linia perezi. Linia lessonae (żaby jeziorkowej) oddzieliła się 2 miliony lat po poprzedniej, czyli 8 milionów lat temu, w późnym miocenie. Inne gatunki objęte badaniem, tworzące linię bałkańsko-anatolijską, wyodrębniały się później. Linia lessonae prócz objętej badaniem żaby jeziorkowej obejmuje również wedle autorów żabę wodną, Rana shqiperica i żabę Bergera.
Istnieje też pogląd, zgodnie z którym epoka lodowa rozdzieliła na dwie grupy o osobnych terytoriach europejskie żaby zielone. Podczas gdy żaba śmieszka (lub jej przodkowie) przetrwali na Półwyspie Iberyjskim, protoplaści P. lessonae schronili się na Półwyspie Apenińskim. Być może w refugium wschodnioeuropejsko-zachodnioazjatyckim odpowiednie warunki znalazły obie grupy. Możliwe, że przed zlodowaceniem istniał po prostu pojedynczy gatunek żaby zielonej, a specjacja zaszła dopiero podczas zlodowacenia, wywołana barierą przestrzenną. W każdym razie rozdzielone uprzednio populacje zetknęły się ze sobą ponownie po wycofaniu się lądolodu lub dopiero po zmodyfikowaniu ich siedlisk przez człowieka, łączącego zbiorniki wodne (wcześniej żaby miały różnić inne wymagania środowiskowe). Nie wykształciły się jeszcze pomiędzy nimi skuteczne mechanizmy zapobiegające powstawaniu krzyżówek, jak różnice w zachowaniu, trybie życia, bariery genetyczne. Blisko spokrewnione ze sobą, zachowały zdolność krzyżowania się, a duża liczba jaj składanych przez samicę utrzymuje zaistniałą sytuację.

## Budowa ciała

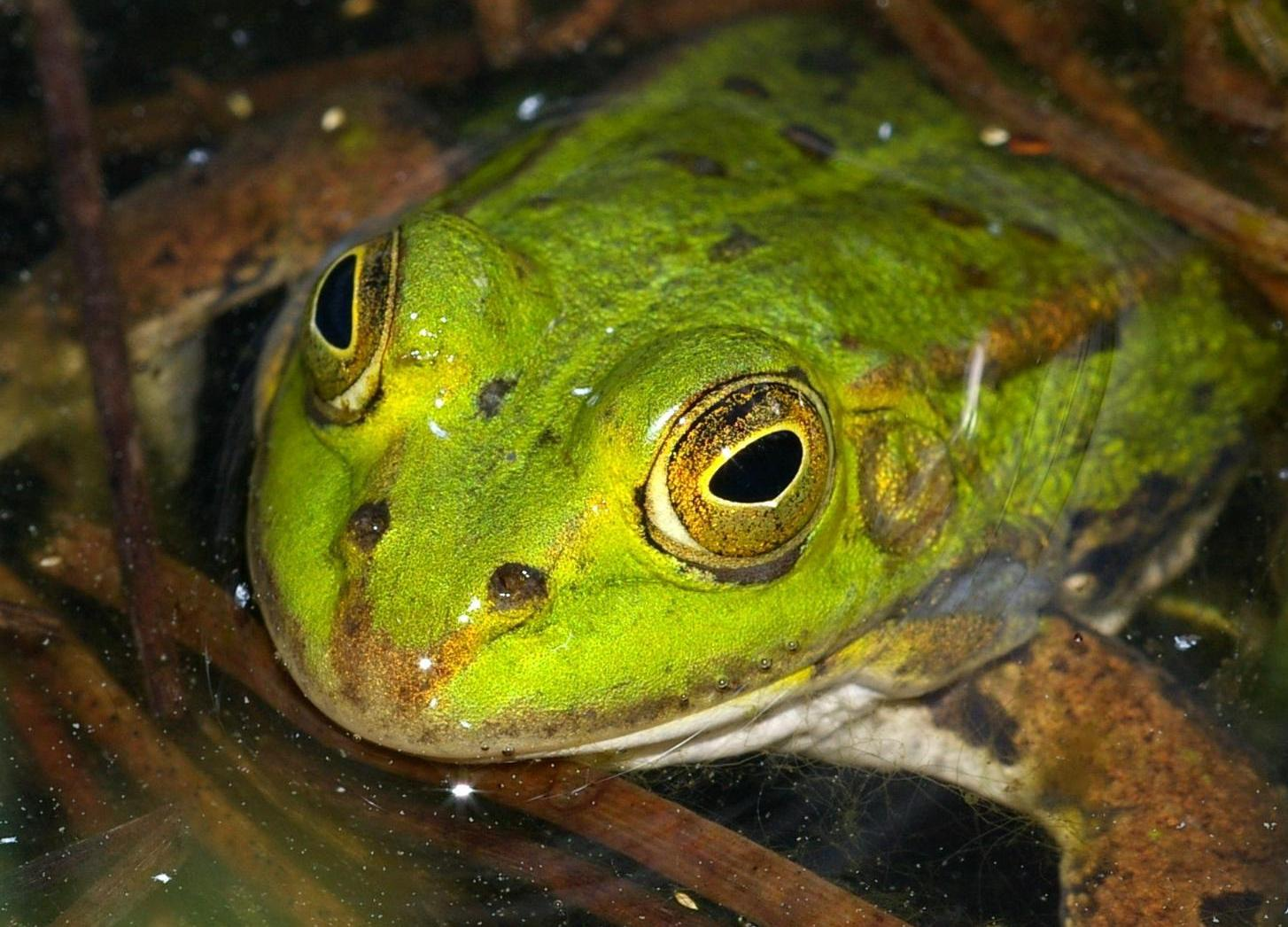
Samiec żaby jeziorkowej sfotografowany 15 maja 2007 w północno-wschodniej Dolnej Saksonii

Budową ciała żaba jeziorkowa przypomina blisko ze sobą spokrewnione żaby śmieszkę i wodną. Tę ostatnią tak bardzo przypomina pod względem ubarwienia, że dla odróżnienia ich potrzebny jest klucz do oznaczania płazów. W badaniu przeprowadzonym w Wigierskim Parku Narodowym (gdzie żyją obok siebie P. lessonae i P. esculentus) nie potrafiono oznaczyć gatunku aż 71% napotkanych żab zielonych. Wobec takich trudności napotkane na wolności osobniki zalicza się do „typu żaby wodnej” czy też „typu żaby jeziorkowej”. Typy te są do siebie bardziej podobne niż żaba wodna i śmieszka, różnice pomiędzy którymi też zdają się płynne.
Płaz ten, najmniejszy z trzech żab zielonych, osiąga długość od 5 do 7 cm, wedle innych źródeł w Polsce osiąga 8 cm. Jeszcze inne podają, że zazwyczaj żaba jeziorkowa osiąga od 4 do 5 cm długości, jednakże spotyka się osobniki mierzące 9 cm, choć nie zdarza się to często Samice są większe od samców.
Grzbiet ciała przyjmuje barwę od trawiastozielonej do żółtozielonej, zdobią go ciemniejsze plamy. U niektórych osobników obserwuje się jasnozielony lub żółtozielony pas biegnący grzbietem pośrodkowo. Tylna strona uda zabarwiona jest rozmaicie: wymienia się barwy żółtą, pomarańczową, rzadziej spotyka się brąz i czarne marmurkowanie.
Parzyste worki głosowe samca, ubarwione jasno szaro, biało, białawo lub niebieskawo, leżą po bokach głowy. Uwypuklają się one u końców otworu gębowego.
Płaz ten ma długi, ostro zakończony, spiczasty pysk.
Ciało żaby jeziorkowej określa się jako wydłużone, smukłe.
Wyróżnia się duży i silnie wypukły wewnętrzny modzel podeszwowy. Stosunek długości silnego modzela piętowego o ostrych krawędziach do długości pierwszego palca wynosi ⅔.
Występuje dymorfizm płciowy. Jak już wspomniano, samiec nie dorównuje rozmiarami samicy, jest też bardziej wysmukły. Odróżnia się też workami rezonansowymi. Różnice uwypuklają się w czasie rozrodu. Samiec przybiera wtedy szatę godową charakteryzującą się żółtawymi głową i przednią częścią grzbietu.
Od żaby śmieszki żabę jeziorkową odróżniają mniejsze rozmiary ciała, jaśniejsza barwa i krótsze tylne kończyny.

### Oznaczanie
Cechy diagnostyczne podawane w kluczach do oznaczania:
|                                                       | żaba jeziorkowa           | żaba wodna              | żaba śmieszka                       |
| grzbietowa strona ciała                               | zwykle trawiastozielona   | zwykle trawiastozielona | zielonobrunatna o odcieniu stalowym |
| wewnętrzny modzel piętowy („pięta”)                   | duży, wysoki, symetryczny | duży, asymetryczny      | bardzo mały                         |
| – jego długość w długości pierwszego palca mieści się | 1,5–2 razy                | 2–3 razy                | 3–4 razy                            |
| podudzie w porównaniu do uda                          | krótsze                   | równe                   | znacznie dłuższe                    |
| więc w odnóżach zgiętych w stawie kolanowym pięty     | zupełnie nie stykają się  | lekko nakrywają się     | wyraźnie nakrywają się              |

Do oznaczania gatunku stosuje się także ocenę ilości DNA w jądrach erytrocytów. Żaba śmieszka zawiera więcej tej substancji niż jeziorkowa. Poza tym chromosomy pochodzące od żaby śmieszki cechują się występowaniem bogatych w pary adenina-tymina perycentrycznych regionów heterochromatyny, wykazujących fluorescencję podczas próby z aktynomycyną D. Chromosomy żaby jeziorkowej takiego świecenia nie wykazują, w niewielkim stopniu można je zauważyć jedynie na 10. parze. Badania z użyciem aktynomycyny D wykazały jednak, że pomimo istnienia statystycznie istotnej zależności oznaczenie wykorzystujące ten sposób nie jest do końca jednoznaczne.

## Fizjologia
Przydatne w rozpoznawaniu gatunku względnie krótkie kończyny tylne wiążą się z niemożnością wykonywania tak długich skoków, jak w przypadku żaby śmieszki. Wobec powyższego w przypadku żaby jeziorkowej często obserwuje się skoki z wysokości w dół.

## Tryb życia
3 środkowoeuropejskie, spokrewnione blisko ze sobą gatunki z rodzaju Pelophylax nie różnią się zbytnio trybem życia.
Żaba jeziorkowa zachowuje aktywność za dnia.
Spędza czas na nasłonecznionych brzegach, niekiedy na zarośniętych gęsto roślinami brzegach niewielkich zbiorników wodnych napotkać można żaby jeziorkowej w dużym zagęszczeniu. W obliczu niebezpieczeństwa płaz ten ucieka jednym skokiem do wody. Poszczególne osobniki zachowują od siebie mniejszy dystans niż większa żaba śmieszka.
P. lessonae spożywa różnorodny pokarm. Najważniejsze miejsce mają w nim owady, szczególnie muchówki, przylatujące nad zbiornik wodny. Stają się one zdobyczą tego płaza bardzo szybko. Pożera on też kręgowce, w tym płazy ogoniaste, jednakże rzadziej niż śmieszka, co wiąże się z mniejszymi rozmiarami ciała. Do pożywienia żaby jeziorkowej zalicza się też złuszczona skóra.

## Rozmnażanie

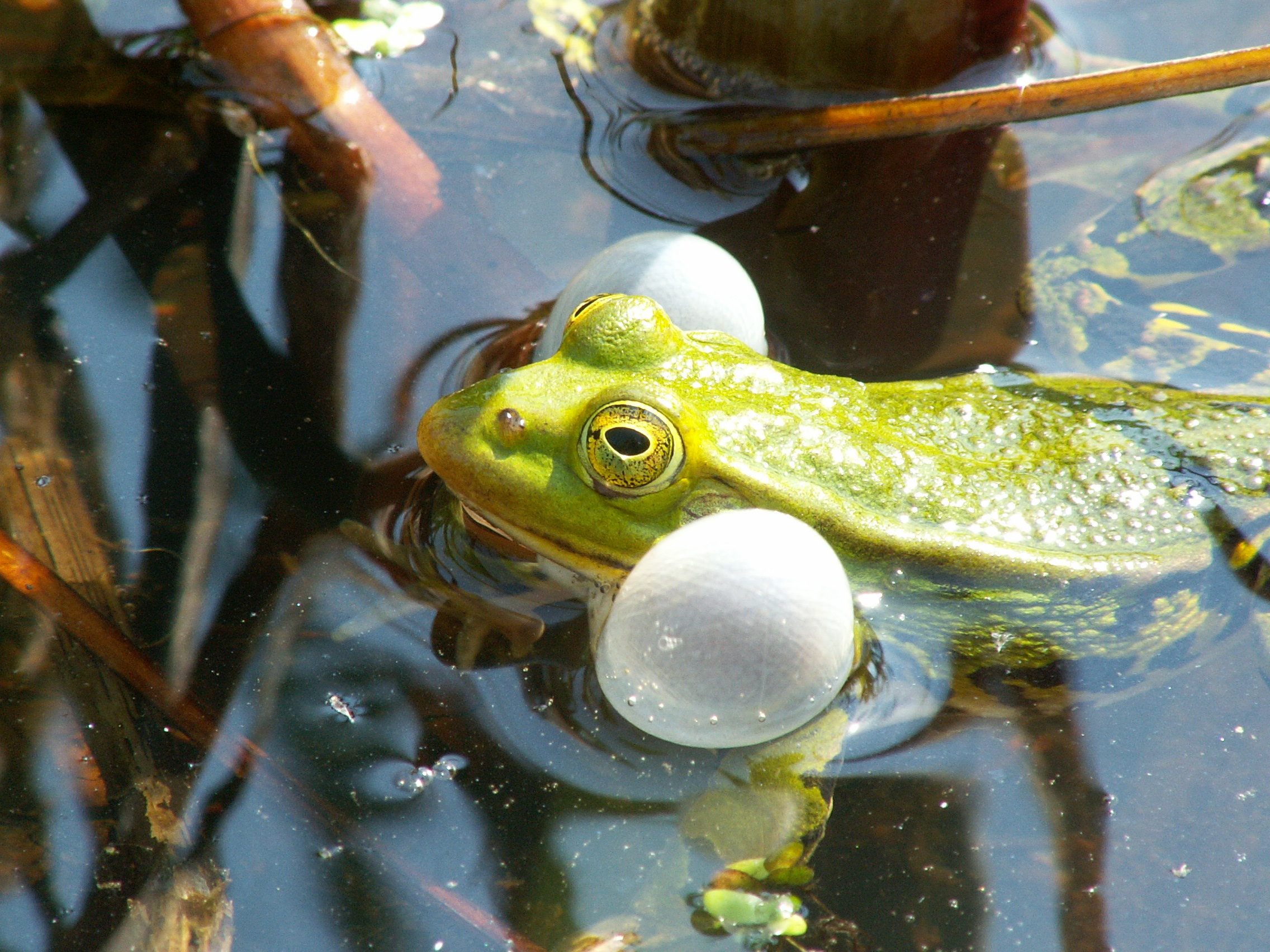
Samiec o białych workach rezonansowych, 28 kwietnia 2007

Płaz rozpoczyna swą aktywność w kwietniu. Gody odbywają się od końca kwietnia do początku czerwca (w Wielkopolsce w maju i na początku czerwca). Samce przybierają wtedy szatę godową i, rozłożywszy się na powierzchni zbiornika wodnego z nogami rozcapierzonymi w mniejszym czy większym stopniu oraz wynurzoną głową i workami rezonansowymi, wabią swe partnerki odgłosem godowym zapisywanym jako „koak” z częstotliwością od 30 do 45/s. Rechot ten przypomina wydawany przez żabę śmieszkę, jednak mniejsza żaba jeziorkowa rechocze ciszej, a charakterystyczne dźwięki zapisywane jako „keker” określa się jako mniej wyraziste i rozciągnięte, bardziej zaś stłumione, ale też równomierne. Ich chóralne koncerty odbywają się wieczorem, ale też nierzadko w ciągu dnia. Od żaby śmieszki odróżnia R. lessonae również większe zagęszczenie samców podczas rechotania.

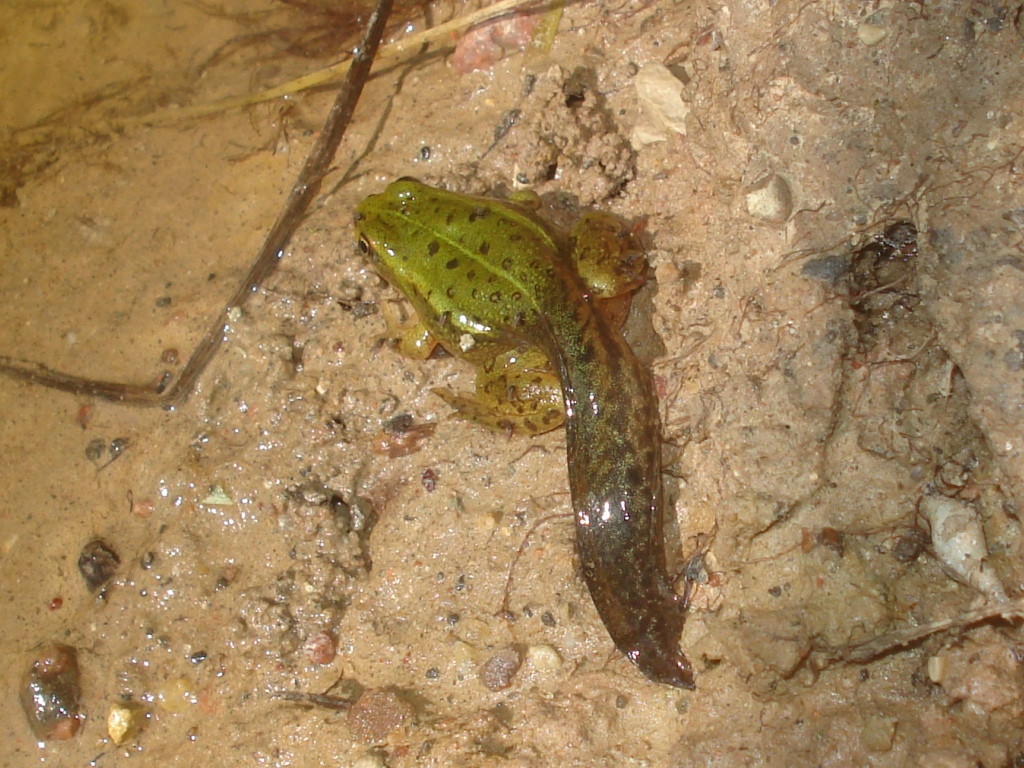
Przed przeobrażeniem, 25 sierpnia 2009

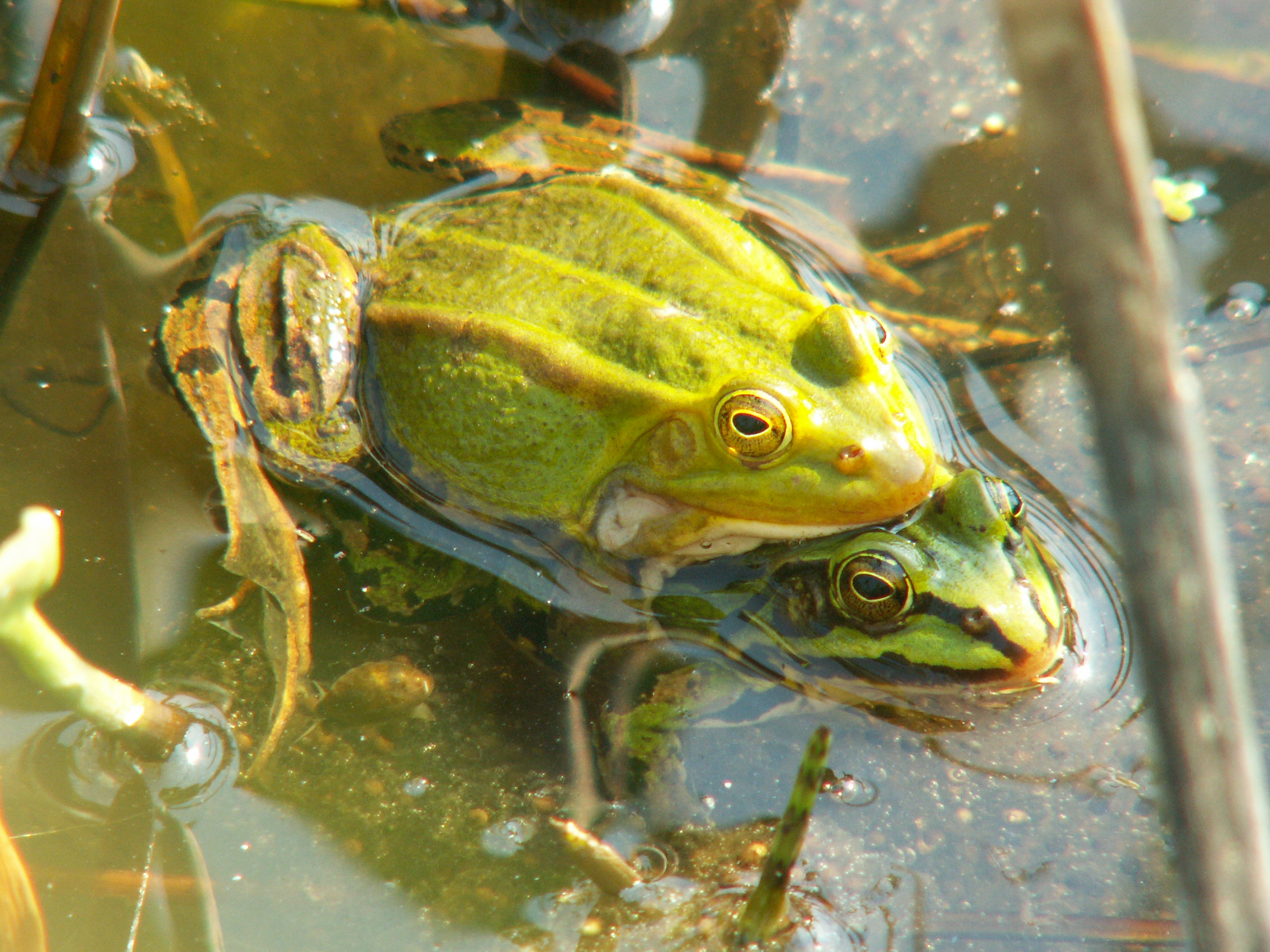
Żaby jeziorkowe in amplexus, samiec (u góry) w szacie godowej.

Samiec przytrzymuje partnerkę pod pachami (ampleksus).
Rozwój żaby jeziorkowej wykazuje większe różnice w poszczególnych zbiornikach wodnych, niż istnieją pomiędzy żabami wodnymi i jeziorkowymi z tego samego stawu.
Samica składa na dnie zbiornika wodnego jaja, czyli skrzek, w formie kulistych kłębów lub, wedle innych źródeł, kłęby te same opadają na dno. Nie są one zbyt duże. Każdy z nich zawiera w sobie od 500 lub 600 do 1000, rzadko więcej, albo 3000 jaj niewielkich rozmiarów (liczebność jaj jest mniejsza niż u żaby wodnej, wynosząc średnio 780 sztuk; zleży ona od rozmiarów samicy). Moment rozpoczęcia składania jaj zależy od temperatury wody. Cieplejsza woda oznacza szybsze przystąpienie do rozrodu). Rozwój skrzeku przebiega szybko. Po tygodniu z 45% jaj wylęgają się z kijanki przypominające te spotykane u żaby wodnej.
Larwy rosną przez 3–4 miesiące (8 tygodni, czyli o 3 mniej niż w przypadku żaby wodnej) i osiągają długość do 5 cm, nim ulegną przeobrażeniu. Na tempo rozwoju znów kluczowy wpływ wywiera temperatura wody, przy czym bardziej zależy od niej szybkość przybierania na wadze i rozwoju w przypadku żab jeziorkowych niż wodnych. Kijanki P. lessonae lepiej od P. kl. esculentus radzą sobie w dobrych warunkach środowiskowych, gdy pożywienia jest w bród, a konkurencja i zagrożenie drapieżnictwem niewielkie. Gorzej jednak znoszą brak pokarmu i niekorzystne warunki fizyko-chemiczne.
Po metamorfozie młode żaby jeziorkowe wychodzą w dużych grupach na wilgotne łąki wokół brzegu zbiornika, na który wrócą, gdy podrosną.

### Hybrydogeneza
Gatunek ten krzyżuje się z żabą śmieszką w wielu rejonach sympatrycznego występowania. Mieszańca określa się mianem żaby wodnej. W przeciwieństwie do innych gatunków hybrydowych mieszańce żaby jeziorkowej i śmieszki to osobniki obojga płci, o specyficznej strategii rozrodczej, nazwanej przez Schultza w 1969 hybridogenesis. Wyróżnia się tutaj kilka różnych systemów rozrodczych:
- W Europie zachodniej, gdzie panuje system określany literami L-E, następuje eliminacja materiału genetycznego P. lesonae z linii komórek rozrodczych P. esculentus. Jest to proces wieloetapowy polegający na traceniu kolejnych chromosomów podczas mitoz lub, wedle alternatywnej hipotezy, podczas interfazy z tworzeniem nucleus-like bodies (częściej występujących u mieszańców niż gatunków rodzicielskich). Ma on miejsce na etapie wydłużonej proliferacji oogoniów. Gamety zawierają już tylko niezrekombinowany haploidalny materiał genetyczny żaby śmieszki. Wynika z tego, że geny żaby śmieszki przenoszone są z pokolenia na pokolenie w niezmienionej formie. Taki mieszaniec przystępuje do rozrodu z osobnikiem należącym do macierzystego gatunku żaby jeziorkowej. Rozród pomiędzy dwiema żabami wodnymi rzadko kończy się sukcesem (97% kijanek takich rodziców nie jest zdolna do przeżycia[4], u żaby wodnej ogólnie wysoki procent jaj zamiera: od 40 do 70%[13]). Mieszańce pochodzą z dawnej hybrydyzacji z udziałem P. ridibundus, żyją obok "czystych" genetycznie żab jeziorkowych.

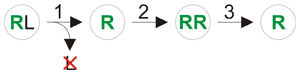
Typowa gametogeneza u żaby wodnej w systemie L-E.
L – genom żaby jeziorkowej, R – genom żaby śmieszki, 1 – eliminacja genomu żaby jeziorkowej, 2 – endoreduplikacja genomu żaby śmieszki skutkująca przywróceniem diploidalnej liczby chromosomów, 3 – mejoza

- Podobna sytuacja zachodzi w Europie Wschodniej, tylko że żabę jeziorkową zastępuje tam żaba śmieszka (system R-E)[4]. Może w nim zachodzić też rekombinacja[7]
- Mieszańce, by móc płodzić potomstwo pomiędzy sobą, muszą być triploidalne i tworzyć gamety typowe dla P. lessonae (system E). Sytuacja taka zachodzi w całym zasięgu występowania żaby wodnej.

Pomimo to zachodnioeuropejski system L-E uchodzi za najpowszechniejszy system hybrydogenetyczny kompleksu żaby wodnej, najlepiej też go zbadano. W związku z powyższym uważano, że występowanie na danym terenie zdrowej populacji żaby wodnej pociąga za sobą konieczność istnienia tam jednego z dwóch gatunków macierzystych. Odkryto jednak populacje żaby wodnej rozmnażające się bez pomocy gatunków rodzicielskich.
Opisany sposób rozmnażania się spowodował pojawienie się opinii, że żaba wodna jest w istocie gatunkiem w trakcie wyodrębniania się.

## Rozmieszczenie geograficzne

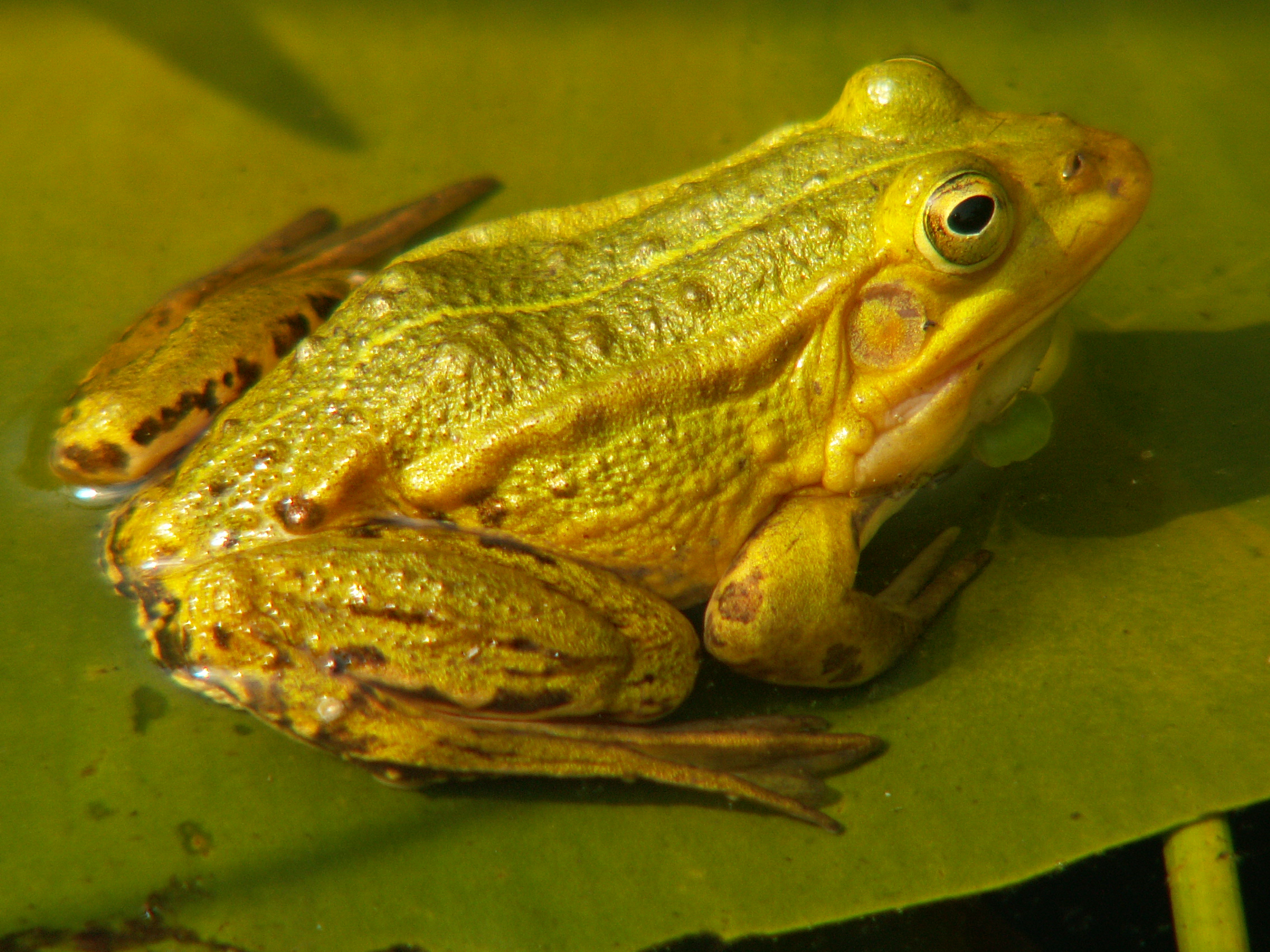
Samiec w Holandii, 30 czerwca 2006

Gatunek ten cechuje się szerokim zasięgiem występowania, którego nie można jednak ustalić ze stuprocentową pewnością z uwagi na zawiłości związane z rozrodem żab zielonych. Wynikają z nich trudności z jednoznacznym przyporządkowaniem osobników do trzech krzyżujących się „gatunków”. Dwie izolowane populacje żyją w Skandynawii: jedna zamieszkuje w okolicy Oslo w Norwegii, druga w Szwecji na północ od Sztokholmu. Północną granicę głównego zasięgu występowania stanowi po części Morze Bałtyckie, po części przebiega ona w Niemczech (płaz nie występuje w Danii). Na zachodzie sięga Hiszpanii (introdukowane populacje), w sposób naturalny Francji, w którym to kraju zaczyna się również południowa granica zasięgu tego bezogonowego, występującego zarówno w Szwajcarii na północ od Alp, jak i we Włoszech na południe od tych gór (wedle Międzynarodowa Unia Ochrony Przyrody płaz występuje tylko na północy kraju, niektórzy specjaliści umieszczają go jednak dalej na południe, aż do Sycylii i Korsyki. Biegnie ona również przez Chorwację, Bośnię i Hercegowinę, Serbię, Rumunię i Ukrainę, sięgając Federacji Rosyjskiej. W Wielkiej Brytanii gatunek wytępiono, ale przeprowadzono reintrodukcję ze Szwecji.
Płaz występuje w następujących państwach:

- Austria
- Belgia
- Białoruś
- Bośnia i Hercegowina
- Chorwacja
- Czarnogóra
- Czechy
- Estonia
- Federacja Rosyjska
- Francja
- Hiszpania (introdukowano)
- Holandia
- Liechtenstein
- Litwa
- Luksemburg
- Łotwa
- Mołdawia
- Niemcy
- Norwegia
- Polska
- Rumunia
- Serbia
- Słowacja
- Słowenia
- Szwajcaria
- Szwecja
- Ukraina
- Węgry
- Wielka Brytania (po reintrodukcji)
- Włochy

## Siedlisko
Płaz bytuje na wysokości do 1550 m n.p.m. na południu swego zasięgu występowania. Zazwyczaj jednak spotyka się go poniżej wysokości 600 m. W Polsce osiąga wysokość do 800 m.
Żaba ta niezależnie od pory roku nie oddala się od zbiornika wodnego, chyba że wyjątkowo, zmuszona do tego głodem lub wyschnięciem wody. Wedle źródeł polskojęzycznych jej siedlisko stanowią zbiorniki małe i średnie pod względem wielkości, a wedle innych źródeł bardzo małe, glinianki, rowy, doły torfowe, stawy, kałuże, silnie zarośnięte roślinnością, najczęściej leżące w lasach. Międzynarodowa Unia Ochrony Przyrody podaje szerszy zakres środowisk. Prócz lasów, zarówno liściastych i mieszanych, wymienia tereny porośnięte roślinnością krzewiastą, zwłaszcza rosnące nad wodą gaje olszynowe, ale też porośnięte drzewami lub nie stepy, łąki, pola i torfowiska. Wedle tej organizacji żaba jeziorkowa bytuje w płytkich, niezarybionych, zwykle porośniętych obfitą roślinnością zielną zbiornikach wód stojących, nie tylko jeziorach, stawach, bagnach, ale też większych kałużach, dołach glinowych i żwirowych oraz rowach. W Wigierskim Parku Narodowym płazy te znajdowano też w dolinach rzecznych i stawach hodowlanych. Jednakże bezogonowy niezbyt dobrze przystosowuje się do środowiska zmodyfikowanego działalnością ludzką, przeżywa w siedlisku nieznacznie zmienionym. P. lessonae zapuszcza się także na tereny lądowe otaczające zbiorniki wodne, o ile zachowują odpowiednią wilgotność. Suche otoczenie naraziłoby zwierzę na zbyt dużą utratę wody przez skórę.
Zimę spędza w mule zbiornika wodnego, choć odnotowano także hibernację z dala od wody. Zimuje od września do kwietnia. Spośród żab zielonych wyróżnia ją częste zimowanie także na lądzie, w miejscach o dużej wilgotności.
Pomimo tendencji do zasiedlania zbiorników wodnych mniejszych niż żaba śmieszka czy żaba wodna, w wielu miejscach te płazy rozmnażają się ze sobą, a ich ekologiczne nisze nie są całkowicie rozdzielone. Rodzaj zbiornika wywiera wpływ, na strukturę gatunkową zamieszkujących go żab zielonych. W rejonach współwystępowania żaby jeziorkowej i wodnej w stawach leśnych i naturalnych bagnach 90% stanowi P. lessonae, natomiast w dołach po żwirze tylko 10%. W konkretnym stawie stosunek ten wydaje się stały. Zmienia się on jednakże po uwzględnieniu różnych stadiów rozwojowych płazów. Liczba jaj w kłębie żaby wodnej przewyższa gatunek rodzicielski 1,4 raza. Nierówność ta zanika później prawdopodobnie na skutek większej śmiertelności hybryd podczas metamorfozy lub ich wcześniejszego rozpraszania się po przeobrażeniu. Przeżywalność po metamorfozie utrzymuje się u obu gatunków na podobnym poziomie.

## Zagrożenia i ochrona

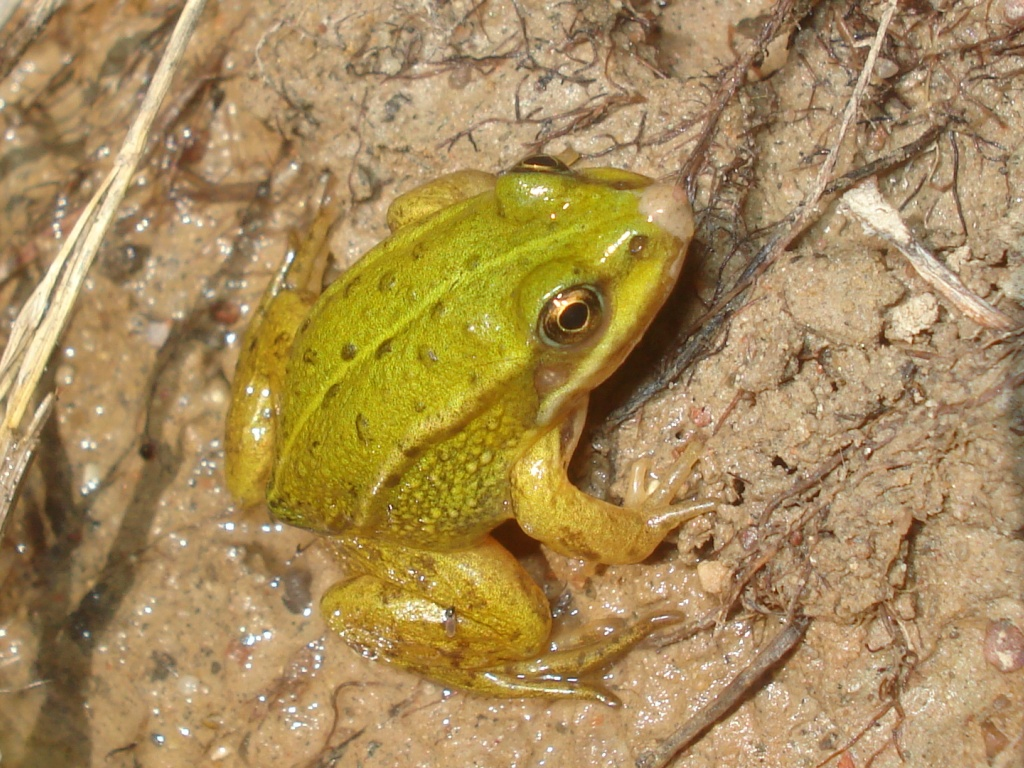
Młody osobnik

Całkowita liczebność żaby jeziorkowej obniża się, spadek ten ma miejsce na dużej części jej zasięgu występowania. Płaz pozostaje pospolity w Polsce, republikach nadbałtyckich, w Rosji, na Ukrainie i w Mołdawii. W Rumunii, w Dobrudży jest to jeden z najrzadszych płazów, ustępuje tylko ropusze szarej. Gatunki te zajmują mniej niż 10% przebadanej powierzchni, w przeciwieństwie do najpospolitszych przedstawicieli kompleksu P. esculentus, obecnych na ponad 70%. W Wigierskim Parku Narodowym do opisywanego gatunku zalicza się 2,8% płazów. Z dwóch występujących tam żab zielonych jeziorkowa jest pospolitsza od wodnej, podobnie jak w Parku Krajobrazowym Pojezierza Iławskiego i Parku Krajobrazowym Puszczy Rominckiej.
Zagrożenie dla tego gatunku stanowi utrata siedliska. Sprzyjają mu rozwój rolnictwa, urbanizacja, przekształcanie zbiorników wodnych, ich osuszanie i zanieczyszczenie, podobnie jak wpływ drapieżnych ryb na miejsca rozrodu. Podczas gdy na terenie byłej Jugosławii główną rolę odgrywają zanieczyszczenie i handel jako zwierzęciem domowym, na północy problemem staje się zalesianie i konkurencja z sympatryczną żabą śmieszką.
Gatunek wymieniony jest w załączniku III do konwencji berneńskiej, jak również załączniku IV do dyrektywy siedliskowej Unii Europejskiej i wielu czerwonych księgach. IUCN przyznaje jej status najmniejszej troski (LC), krajowe czy regionalne listy nie muszą się z tym jednak zgadzać. Zaproponowano np., by w Dobrudży w Rumunii nadać gatunkowi status zagrożonego (EN).
Zwierzę zajmuje liczne tereny chronione.
Prowadzi się działania mające na celu redukcję umieralności żab jeziorkowych na drogach. W starszych źródłach można jeszcze znaleźć informacje o ochronie w Polsce w czasie od początku marca do końca maja, a Rozporządzenie Ministra Środowiska z dnia 12 października 2011 roku obejmowało wszystkie gatunki płazów ochroną czynną. Od 8 października 2014 roku objęta jest częściową ochroną gatunkową.